# Trio (film)
Trio – polski film obyczajowy z 1986 roku w reżyserii Pawła Karpińskiego.

## Opis fabuły
Danka (Danuta Kowalska), tancerka z teatru muzycznego, nie odnosi sukcesów zawodowych i tkwi w nieudanym związku z Markiem (Wojciech Kępczyński). Postanawia zmienić swoje życie. Rozstaje się z kochankiem i zaczyna współpracę z amatorskim zespołem pantomimy „Arlekin”. Wraz z grupą jedzie na występy do Berlina Zachodniego.

## Obsada
- Danuta Kowalska − jako Danuta
- Jan Szurmiej − jako Jan
- Wojciech Kępczyński − jako Marek, kochanek Danuty
- Piotr Machalica − jako Janusz Jóźwiak
- Ryszard Dreger − jako Rysio
- Jerzy Kryszak − jako Artur Mich, szef zespołu
- Jolanta Nowak − jako Anka
- Tadeusz Broś − jako konferansjer Tadeusz
- Aleksandra Śląska − jako Berta

i inni